# Capitán de navío
Capitán de navío es un empleo o grado militar del escalafón de oficiales de la armada, equivalente a coronel en otros ejércitos.
- En España, Argentina, Colombia, México, Uruguay y Venezuela lleva cuatro galones de 14 mm, el primero de ellos con coca.

- En la Armada de Chile,[1] el capitán de fragata con al menos cinco años en el grado asciende a capitán de navío, grado que constituye la culminación de la carrera naval normal. Permanece en el grado un tiempo mínimo de cinco años. En este grado debe desempeñarse tres años como oficial superior, tanto a bordo como en tierra. En el cuarto año puede seguir el curso de Alto Mando en la Academia Nacional de Estudios Políticos y Estratégicos (ANEPE). Durante el quinto año puede ser seleccionado para alcanzar el Alto Mando de la Armada; asimismo, con cuatro años efectivos de servicio en el grado, puede ser investido como comodoro; su distintivo son cuatro galones de 16 mm y sobre ellos una estrella dorada.

- En la Marina de Guerra del Perú lleva cuatro galones de 14 mm y sobre ellos un sol dorado.

En España, Argentina, Chile y Perú es el mayor de los empleos de oficial por encima de capitán de fragata. Es un empleo inferior a contraalmirante.

Galones de capitán de navío de la Armada Española.
Galones de capitán de navío (captain) de la Armada de los Estados Unidos
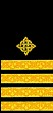
Galones de capitán de navío de la Armada Croata.
Galones de capitán de navío de la Armada de Bolivia.
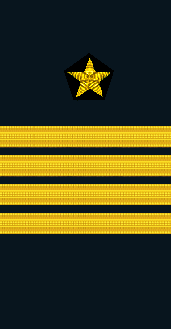
Galones de Capitán de Navío de la Armada de Chile.
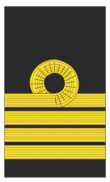
Galones de capitán de navío de la Armada de México.
Galones de capitán de navío de la Armada Finlandesa.
Galones de capitán de navío de la Armada Nacional del Uruguay.
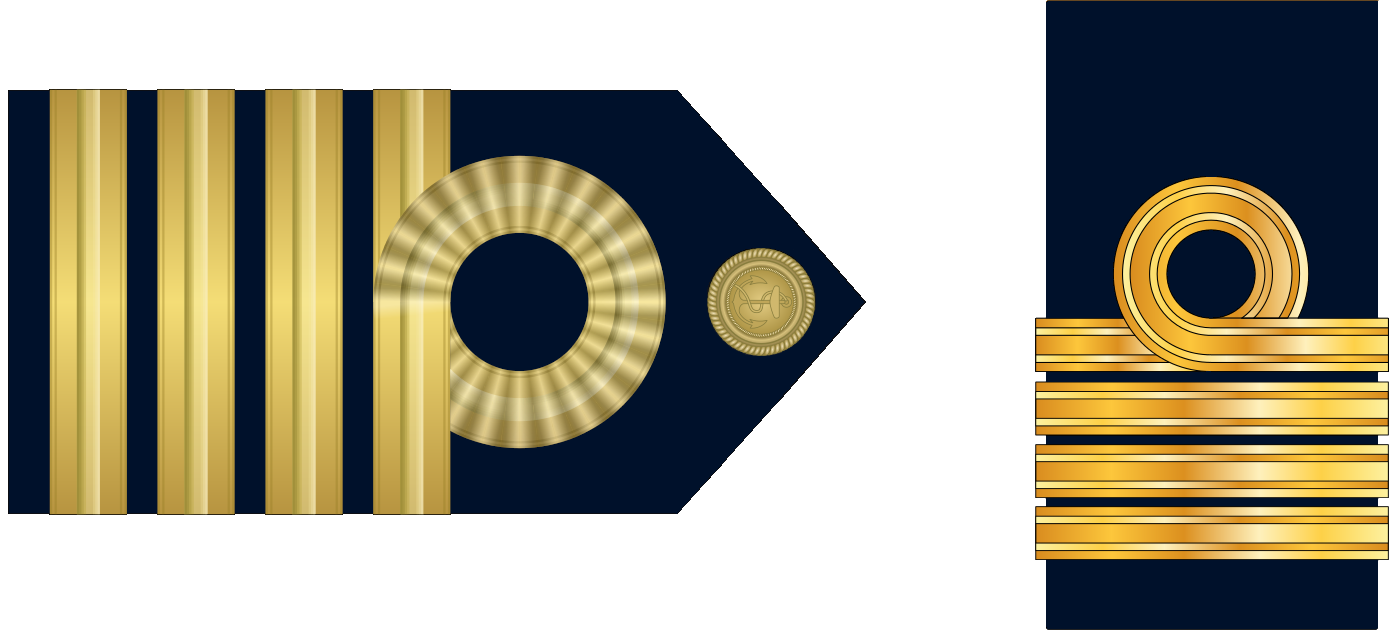
Galones de capitán de navío de la Armada de la República Argentina.
Galones de capitán de navío de la Armada de la República de Colombia.
Galones de capitán de navío de la Marina de Guerra de Alemania.
Galones de capitán de navío de la Marina de Guerra de Guinea Ecuatorial.
Galones de capitán de navío de la Marina de Guerra del Perú.
Galones de capitán de navío de la Marina de Guerra Dominicana.
Galones de capitán de navío de la Marina de Guerra Revolucionaria de Cuba.
Galones de capitán de navío de la Marina de la República de Costa de Marfil.
Galones de capitán de navío de la Marina Militar de Italia.
Galones de capitán de navío de la Marina nacional de Francia.
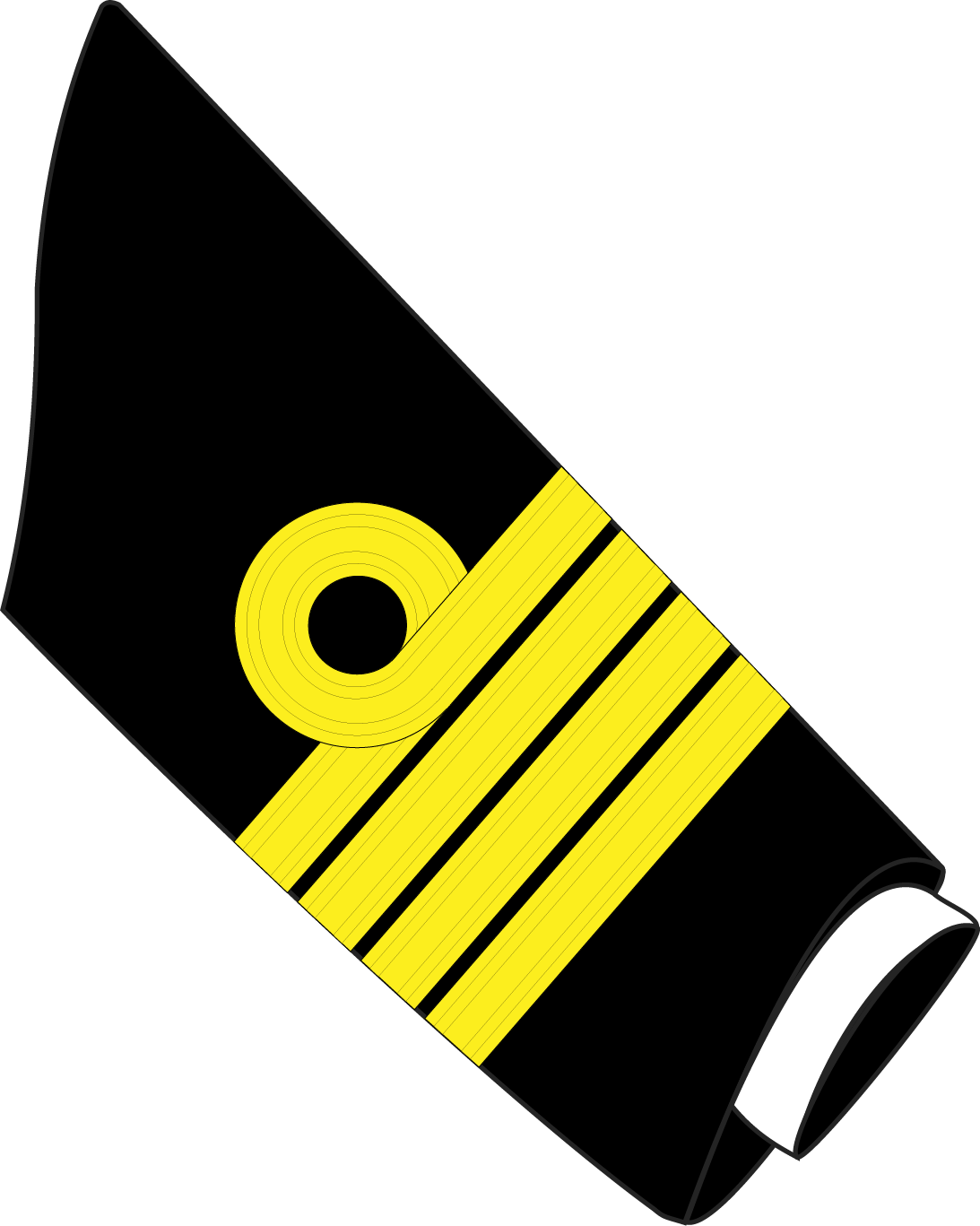
Galones de capitán de navío de la Marina Real Canadiense.